# Saison 4 de Prison Break
Chronologie
Saison 3 Prison Break: Resurrection
Cet article présente les épisodes de la quatrième saison du feuilleton télévisé américain Prison Break (ou La Grande Évasion au Québec).

## Distribution

### Principaux
- Dominic Purcell (VF : Éric Aubrahn) : Lincoln Burrows
- Wentworth Miller (VF : Axel Kiener) : Michael Scofield
- Robert Knepper (VF : Christian Visine) : Theodore Bagwell
- Sarah Wayne Callies (VF : Gaëlle Savary) : Sara Tancredi
- William Fichtner (VF : Guy Chapellier) : Alexander Mahone
- Michael Rapaport (VF : Ludovic Baugin) : Donald Self (épisodes 1 à 22)
- Amaury Nolasco (VF : Laurent Morteau) : Fernando Sucre (épisodes 1 à 15 et 21 à 24 - 19 épisodes)
- Jodi Lyn O'Keefe (VF : Barbara Delsol) : Gretchen Morgan (épisodes 1 à 16, 23 et 24 - 18 épisodes)
- Wade Williams (VF : Marc Alfos) : Brad Bellick (épisodes 1 à 10)

### Récurrents et invités
- Leon Russom (VF : Gérard Dessalles)  : Général Jonathan Krantz
- Kathleen Quinlan (VF : Frédérique Tirmont) : Christina Rose Scofield
- Rockmond Dunbar (VF : Gilles Morvan)  : Benjamin Miles Franklin
- Marshall Allman (VF : Yoann Sover)  : L.J. Burrows
- Danay García (VF : Alexandra Garijo)  : Sofia Lugo (épisodes 1 et 22)
- Shannon Lucio (VF : Marie-Eugénie Maréchal) : Trishanne / Agent Miriam Holtz
- Cress Williams (VF : Thierry Desroses) : Wyatt Mathewson, Membre du Cartel
- Ted King (VF : Patrice Baudrier) : Downey
- Barbara Eve Harris (VF : Laure Sabardin)  : Felicia Lang, Agent FBI
- James Hiroyuki Liao (VF : Fabrice Fara) : Roland Glenn
- Michael Bryan French (en) (VF : Pierre Laurent) : Gregory White
- Stacy Haiduk (VF : Micky Sébastian) : Lisa Tabak
- Raphael Sbarge (VF : Guillaume Lebon) : Ralph Becker
- Ron Yuan (VF : Jean-Pierre Rigaux) : Feng Huan
- Steve Tom (VF : Frédéric Cerdal) : Stuart Tuxhorn
- Dameon Clarke (VF : Xavier Fagnon) : Andrew Blauner
- Paul Adelstein (VF : Boris Rehlinger)  : Paul Kellerman
- Heather McComb (VF : Sauvane Delanoë) : Rita Morgan
- Callie Thorne (VF : Brigitte Aubry)  : Pam Mahone
- Jason Davis (VF : Pierre Tessier) : Mark Wheeler, Agent FBI
- Graham McTavish (VF : Paul Borne) : Ferguson
- Jude Ciccolella (VF : Marcel Guido) : Howard Scuderi
- Shaun Duke (VF : Patrick Borg) : Griffin Oren
- Michael O'Neill (VF : Philippe Catoire) : Herb Stanton, Directeur du DHS
- Mark Pellegrino (VF : Jean-Pierre Michaël) : Patrick Vikan
- Titus Welliver (VF : Jean-François Aupied) : Scott
- Crystal Mantecón (VF : Laëtitia Lefebvre) : Sœur Mary Francis
- Ivar Brogger : Dr Vincent Sandinsky
- William Mapother (VF : Xavier Béja) : Chris Franco, Agent du FBI
- Reno Wilson : Wilson Wright, Agent du FBI
- Kim Coates (VF : Gabriel Le Doze)  : Richard Sullins, Agent spécial FBI
- John Sanderford : Nathaniel Edison

## Épisodes

### Épisode 1: «De Charybde...»
- États-Unis : 1er septembre 2008 sur Fox
- Suisse : 20 avril 2009 sur TSR1
- Belgique
  - 26 juin 2009 sur Be Séries
  - 24 novembre 2009 sur RTL-TVI
- Québec : 24 août 2009 sur Mystère[1]
- France : 29 août 2009 sur M6

- États-Unis : 6,53 millions de téléspectateurs[2] (première diffusion)

- Steve Tom (Stuart Tuxhorn)
- Crystal Mantecon (Sœur Mary Francis)
- John Rosenfeld (Jason Lief)
- Marshall Allman (Lincoln 'L.J.' Burrows Jr)
- Rachel Leora (Theresa)
- Wilbur Fitzgerald (Bruce Bennett)
- Chris Vance (James Whistler)
- Danay Garcia (Sofia Lugo)
- Cress Williams (Wyatt)
- Leon Russom (General Jonathan Krantz)
- Callie Thorne (Pamela Mahone)

Après avoir fait des recherches sur Whistler, Michael retrouve sa trace à Los Angeles. Mahone, Gretchen et Whistler arrivent en limousine à une réception et ce dernier entre pour récupérer une étrange carte appelée "Scylla". Il en tue le propriétaire ainsi que son garde du corps puis va copier la carte mais Michael arrive. Gretchen, se demandant pourquoi Whistler est en retard, arrive à son tour. Michael pointe une arme sur elle, et celle-ci lui apprend que Sara est toujours en vie. Ils sortent du bâtiment, Michael appelle Lincoln et lui demande ce qu’il a vraiment vu ce soir-là. Celui-ci lui apprend qu'il n'a pas examiné la tête en ouvrant la boîte, et que Sucre, Bellick et T-Bag sont sortis de Sona. Plus tard, Gretchen livre la carte au général Krantz, patron du Cartel, mais ce dernier l'accuse de trahison, la carte étant une copie (vide) donnée par Whistler.

### Épisode 2:…En Scylla
- États-Unis : 1er septembre 2008 sur Fox
- Suisse : 27 avril 2009 sur TSR1
- Belgique : 26 juin 2009 sur Be Séries
- Belgique : 24 novembre 2009 sur RTL-TVI
- France : 29 août 2009 sur M6

- États-Unis : 6,53 millions de téléspectateurs[2] (première diffusion)

- Steve Tom (Stuart Tuxhorn)
- Wilbur Fitzgerald (Bruce Bennett)
- Cress Williams (Wyatt)
- Leon Russom (General Jonathan Krantz)
- James Hiroyuki Liao (Roland Glenn)
- Troy Ruptash (Jasper Potts)

Un agent du Cartel est chargé de faire le ménage et de tuer toutes les personnes impliquées de près ou de loin à Scylla, ce livre noir contenant des informations susceptibles de compromettre cette mystérieuse organisation infiltrée à différents niveaux de l'industrie et du gouvernement. Le tueur doit pénétrer la prison fédérale dans laquelle sont détenus Michael et Lincoln pour les abattre. Mais les deux frères ne sont pas en prison.

### Épisode 3:À bout de souffle
- États-Unis : 8 septembre 2008 sur Fox
- Suisse : 4 mai 2009 sur TSR1
- Belgique : 3 juillet 2009 sur Be Séries
- Belgique : 2 décembre 2009 sur RTL-TVI
- France : 29 août 2009 sur M6

- États-Unis : 6,36 millions de téléspectateurs[3] (première diffusion)

- Steve Tom (Stuart Tuxhorn)
- Wilbur Fitzgerald (Bruce Bennett)
- Cress Williams (Wyatt)
- Leon Russom (General Jonathan Krantz)
- Barbara Eve Harris (Felicia Lang)
- James Hiroyuki Liao (Roland Glenn)
- Shannon Lucio (Trishanne)
- Michael O'Neill (Herb Stanton)
- Michael Bryan French (Gregory White)

La bande découvre qu'il faut non pas une carte mais six pour réunir et lire le contenu de Scylla. La mission va donc s'avérer plus longue que prévu. Self, craignant que ses supérieurs ne lui retirent l'affaire, fait monter la pression en leur donnant une journée pour trouver la carte suivante... Puis Self apprend de ses supérieurs que l'opération Scylla est abandonnée et part arrêter les évadés. Michael a cependant le temps d'enregistrer une vidéo des conspirateurs, contraignant ainsi Self à accorder un sursis au groupe des évadés. Lincoln se rapproche de Mahone quand il découvre que le fils de ce dernier a été assassiné par le Cartel.

### Épisode 4:Les Aigles et les anges
- États-Unis : 15 septembre 2008 sur Fox
- Suisse : 11 mai 2009 sur TSR1
- Belgique : 3 juillet 2009 sur Be Séries
- Belgique : 2 décembre 2009 sur RTL-TVI
- France : 5 septembre 2009 sur M6

- États-Unis : 5,79 millions de téléspectateurs[4] (première diffusion)

- Cress Williams (Wyatt)
- Leon Russom (General Jonathan Krantz)
- James Hiroyuki Liao (Roland Glenn)
- Shannon Lucio (Trishanne)
- Stacy Haiduk (Lisa Tubac)
- Ron Yuan (Feng Huan)
- Michael Bryan French (Gregory White)
- Troy Ruptash (Jasper Potts)
- Tara Karsian (Georgie)
- Dameon Clarke (Andrew Blaunder)

Grâce à Michael et à la vidéo de la réunion des "6", l'équipe est en mesure de découvrir l'identité du deuxième porteur de carte, ce qui les amène à essayer de copier celle-ci en plein milieu d'un gala de charité en l'honneur de la police de Los Angeles...
Le groupe retrouve également T-Bag, qui se fait désormais passer pour Cole Pfeiffer, un personnage créé par Whistler afin d'infiltrer une certaine société de commerce. T-Bag cherche à percer le mystère du livre de Whistler.

### Épisode 5:L'Esprit d'équipe
- États-Unis : 22 septembre 2008 sur Fox
- Suisse : 18 mai 2009 sur TSR1
- Belgique : 10 juillet 2009 sur Be Séries
- Belgique : 9 décembre 2009 sur RTL-TVI
- France : 5 septembre 2009 sur M6

- États-Unis : 5,84 millions de téléspectateurs[5] (première diffusion)

- Cress Williams (Wyatt)
- Leon Russom (General Jonathan Krantz)
- James Hiroyuki Liao (Roland Glenn)
- Shannon Lucio (Trishanne)
- Callie Thorne (Pamela Mahone)
- Ron Yuan (Feng Huan)
- Tara Karsian (Georgie)
- Dameon Clarke (Andrew Blaunder)
- Shaun Duke (Griffin Orin)
- William Christian (Sam Middleton)
- Deb Hiett (Angela)

### Épisode 6:Tous pour un
- États-Unis : 29 septembre 2008 sur Fox
- Suisse : 25 mai 2009 sur TSR1
- Belgique : 10 juillet 2009 sur Be Séries
- Belgique : 9 décembre 2009 sur RTL-TVI
- France : 12 septembre 2009 sur M6

- États-Unis : 5,28 millions de téléspectateurs[6] (première diffusion)

- Cress Williams (Wyatt)
- Leon Russom (General Jonathan Krantz)
- James Hiroyuki Liao (Roland Glenn)
- Shannon Lucio (Trishanne)
- Heather McComb (Emily)
- Dameon Clarke (Andrew Blaunder)
- Geoffrey Rivas (Acteur)
- Brian Poth (Brian Anderson)
- John Sanderford (Nathaneal Edison)

### Épisode 7:La Manière forte
- États-Unis : 6 octobre 2008 sur Fox
- Suisse : 1er juin 2009 sur TSR1
- Belgique : 17 juillet 2009 sur Be Séries
- Belgique : 16 décembre 2009 sur RTL-TVI
- France : 12 septembre 2009 sur M6

- États-Unis : 5,37 millions de téléspectateurs[7] (première diffusion)

- Cress Williams (Wyatt)
- Leon Russom (General Jonathan Krantz)
- James Hiroyuki Liao (Roland Glenn)
- Shannon Lucio (Trishanne)
- Jude Ciccolella (Howard Scuderi)
- Dameon Clarke (Andrew Blaunder)
- Amanda Tosch (Alexa)

### Épisode 8:Pacte avec le diable
- États-Unis : 20 octobre 2008 sur Fox
- Suisse : 8 juin 2009 sur TSR1
- Belgique : 17 juillet 2009 sur Be Séries
- Belgique : 16 décembre 2009 sur RTL-TVI
- France : 12 septembre 2009 sur M6

- États-Unis : 5,45 millions de téléspectateurs[8] (première diffusion)

- Cress Williams (Wyatt)
- Leon Russom (Général Jonathan Krantz)
- James Hiroyuki Liao (Roland Glenn)
- Shannon Lucio (Trishanne)
- Stacy Haiduk (Lisa Tubac)
- Ron Yuan (Mr Feng)
- Steve Tom (Stuart Tuxhorn)
- Shaun Duke (Orin)

Michael ne s'inquiète toujours pas pour ses problèmes de santé. On en apprend un peu plus sur ce qui s'est passé au Panama entre Sara et Gretchen. Toute l'équipe essaye d'obtenir la dernière carte. Roland trahit l'équipe en prévenant Wyatt de l'opération et en proposant de lui donner les deux frères contre une grosse somme d'argent. L'intervention a donc mal tourné, Sara essaye de sauver Sucre qui a été touché par balle. Wyatt arrive à l'entrepôt, Roland se fait prendre à son propre jeu. Il est gravement blessé. Les autres arrivent derrière Wyatt. Mahone en profite pour régler ses comptes mais est retenu par Lincoln. Sara promet de venger celle qui lui a sauvé la vie au Panama.

### Épisode 9:Sacrifice
- États-Unis : 3 novembre 2008 sur Fox
- Suisse : 15 juin 2009 sur TSR1
- Belgique : 24 juillet 2009 sur Be Séries
- Belgique : 23 décembre 2009 sur RTL-TVI
- France : 12 septembre 2009 sur M6

- États-Unis : 5,23 millions de téléspectateurs[9] (première diffusion)

- Cress Williams (Wyatt)
- Shannon Lucio (Trishanne)
- Leon Russom (General Jonathan Krantz)
- Stacy Haiduk (Lisa Tubac)
- Michael Bryan French (Gregory White)
- Michael Wiseman (Det. Conor Mara)
- Callie Thorne (Pamela Mahone)
- Dan Sachoff (Acteur)

Michael, Lincoln, Sucre et Bellick s'introduisent par la trappe cachée dans la pièce derrière le bureau de T-Bag. Ils doivent couper l'eau et creuser dans deux parois afin d'y glisser un énorme tuyau par lequel ils pourront tous passer. La santé de Michael commence sérieusement à se détériorer... 
Don Self réussit avec l'aide de Sara à faire parler Wyatt, qui est enchaîné dans l’entrepôt. Mahone demande qu'on le laisse seul avec lui afin qu'il puisse assouvir sa vengeance.
Pendant ce temps, la police enquête sur la disparition du collègue de T-Bag à Gate, et Gretchen va régler ses comptes avec le Général...

### Épisode 10:En terrain miné
- États-Unis : 10 novembre 2008 sur Fox
- Suisse : 22 juin 2009 sur TSR1
- Belgique : 24 juillet 2009 sur Be Séries
- Belgique : 23 décembre 2009 sur RTL-TVI
- France : 19 septembre 2009 sur M6

- États-Unis : 5,38 millions de téléspectateurs[10] (première diffusion)

- Leon Russom (Général Jonathan Krantz)
- Shannon Lucio (Trishanne)
- Michael Bryan French (Gregory White)
- Stacy Haiduk (Lisa Tubac)
- Jude Ciccolella (Howard Scuderi)
- Keith Szarabajka (David Baker)
- Jennifer Hetrick (Elaine Baker)
- Scott Alan Smith (Acteur)

L'état de Michael force Sara à l'emmener à l'hôpital. Sucre et Lincoln se retrouvent quant à eux dans une situation délicate ; Sucre a mis le pied sur une mine qui risque d'exploser s'il bouge. 
Mahone est allé rencontrer David Becker, le concepteur du système de sécurité qui entoure Scylla. Cependant, des hommes du Cartel viennent le chercher aussi. Mahone, en essayant de s'enfuir, tombe sur la femme de Becker qui lui remet les significations des symboles que Scofield tente de déchiffrer.
Gretchen prouve qu'elle est de la partie en essayant de sauver Sucre mais Mahone arrive à temps et désactive la mine. 
Bellick reçoit un grand hommage et son corps est envoyé à sa mère. La réceptionniste de la société Gate est en fait un agent de la Sécurité Intérieur, qui travaille avec Don Self.

### Épisode 11:L'Armée du silence
- États-Unis : 17 novembre 2008 sur Fox
- Suisse : 29 juin 2009 sur TSR1
- Belgique : 31 juillet 2009 sur Be Séries
- Belgique : 30 décembre 2009 sur RTL-TVI
- France : 19 septembre 2009 sur M6

- États-Unis : 5,52 millions de téléspectateurs[11] (première diffusion)

- Leon Russom (Général Jonathan Krantz)
- Shannon Lucio (Trishanne)
- Stacy Haiduk (Lisa Tubac)
- Ron Yuan (Mr Feng)
- Michael Bryan French (Gregory White)

En dépit de la très mauvaise santé de Michael, l’opération d'infiltration du Cartel est lancée. Pour récupérer Scylla, l'équipe doit franchir deux murs, un en béton, l'autre en verre, sans toucher le sol, sans activer le détecteur de chaleur, et tout ça, en silence. Gretchen tente en vain de dérober la dernière carte au Général. T-Bag doute sérieusement de la fiabilité de son assistante à Gate et lui tend un piège avec l'aide de Gretchen. 

### Épisode 12:Self contrôle
- États-Unis : 24 novembre 2008 sur Fox
- Suisse : 6 juillet 2009 sur TSR1
- Belgique : 31 juillet 2009 sur Be Séries
- Belgique : 30 décembre 2009 sur RTL-TVI
- France : 19 septembre 2009 sur M6

- États-Unis : 5,25 millions de téléspectateurs[12] (première diffusion)

- Leon Russom (Général Jonathan Krantz)
- Shannon Lucio (Trishanne)
- Stacy Haiduk (Lisa Tubac)
- Michael Bryan French (Gregory White)
- Ron Yuan (Mr Feng)
- Michael O'Neill (Herb Stanton)
- Graham McTavish (Ferguson)

Le Général Krantz descend au sous-sol avec des renforts et retrouve Michael. Soudain, Lincoln, Mahone et Sucre les encerclent et le Général n'a plus d'autres choix que de se rendre et de leur remettre sa carte. Il est stupéfait que Michael ait réussi à s'approprier les cinq autres cartes et à s'introduire jusque dans la pièce secrète. Michael utilise alors les six cartes afin d'ouvrir le boîtier où se trouve Scylla, sous l'air médusé du Général. L'équipe, ensuite, le prend en otage et remontent tous dans son bureau. Pendant ce temps, Sara réussit à s'enfermer seule avec Lisa, la fille du Général, dans les toilettes d'un restaurant et pointe une arme sur elle. 
Le Général, tente en vain de corrompre Michael et les autres, jusqu'à ce qu'il reçoit un coup de fil de sa fille, lui demandant de les laisser partir, sinon Sara la tuerait.
Michael, Lincoln, Mahone et Sucre réussissent à s'échapper du quartier général du Cartel à bord d'un fourgon blindé. Les hommes du Général tentent de les suivre, mais Michael réussit à les semer dans un terminal d'aéroport.
Gretchen et T-Bag, prennent les employés de Gate en otage après que Mr White les a surpris avec une mitraillette sous le bureau. Trishanne, la collègue de Don Self, après qu'ils ont tué Feng et ses hommes, rejoint Gate et libère les otages ; Gretchen s'enfuit, mais T-Bag est capturé.
Michael et les autres remettent Scylla à Don Self. Ce dernier leur promet de respecter sa part du marché et leur donne les documents de leur liberté.

### Épisode 13:Le mieux est de fuir...
- États-Unis : 1er décembre 2008 sur Fox
- Suisse : 13 juillet 2009 sur TSR1
- Belgique : 7 août 2009 sur Be Séries
- Belgique : 6 janvier 2010 sur RTL-TVI
- France : 26 septembre 2009 sur M6

- États-Unis : 5,84 millions de téléspectateurs[13] (première diffusion)

- Leon Russom (General Jonathan Krantz)
- Stacy Haiduk (Lisa Tubac)
- Michael O'Neill (Herb Stanton)
- Mark Pellegrino (Patrick Vikan)
- Jude Ciccolella (Howard Scuderi)
- Graham McTavish (Ferguson)
- Heather McComb (Rita)
- David Clennon (Sénateur Conrad Dallow)
- Kirk B.R. Woller (Richard Sooter)
- Dan Sachoff (l'assistant du général)
- Regan Licciardello (Emily)

Toute l'équipe comprend que Don les a trahis. Il réussit à se faire passer pour mort et s'associe avec T-Bag pour faire du chantage à Gretchen afin de trouver un acheteur à Scylla. La Sécurité Intérieure recherche Michael et les autres, qui se sont enfuis, accusés du meurtre de Don Self et de l'agent Myriam (Trishanne), et du vol de Scylla. Le Général Krantz mobilise toutes ses ressources et envoie quelqu'un infiltrer la Sécurité Intérieure. 
Comprenant enfin les agissements de Self, son supérieur, Herb Stanton, ainsi que le Sénateur Dallow, veulent passer un marché avec Scofield et les autres ; ils doivent tous témoigner contre Self en échange de leur liberté. Michael, prenant des précautions, se livre tout seul avec Lincoln, mais Stanton veut soudain étouffer toute l'affaire. 
En voulant tuer les deux frères, il est abattu par l'agent envoyé par le Général, mais ce dernier est neutralisé par Sucre qui les rejoint avec Sara. Le Sénateur Dallow s'en va en leur disant que tout est terminé maintenant.

### Épisode 14:L'Offre et la demande
- États-Unis : 8 décembre 2008 sur Fox
- Suisse : 20 juillet 2009 sur TSR1
- Belgique : 7 août 2009 sur Be Séries
- Belgique : 6 janvier 2010 sur RTL-TVI
- France : 26 septembre 2009 sur M6

- États-Unis : 5,40 millions de téléspectateurs[14] (première diffusion)

- Leon Russom (Jonathan Kranz)
- Stacy Haiduk (Lisa Tabek)
- Paul Perri (Ivan)
- Raphael Sbarge (Ralph Becker)
- Kelvin Han Yee (Le docteur)
- Graham McTavish (Ferguson)
- Heather McComb (Rita)
- Mark Pellegrino (Patrick Vikan)
- Regan Licciardello (Emily Morgan)

Don Self et Gretchen arrivent à l'entrepôt pour récupérer la pièce manquante. Don leur balance des fumigènes pour contraindre Michael et les autres à sortir, mais il est tout de suite neutralisé par Lincoln, qui patrouillait dehors. Gretchen arrive à son tour et s'en va avec Don, celui-ci laisse derrière lui des émetteur d'ultrasons afin de voir où Michael cache la pièce manquante. T-Bag retient la sœur et la fille de Gretchen en otage, mais un inconnu qui prétend être vendeur de bibles se joint à eux. T-Bag, pensant que c'est un agent du Cartel, l'assomme et le ligote. 
Pendant ce temps, Mahone va rechercher de l'aide auprès de ses anciens collègues, l'Agent Lang et Wheeler. 
Michael retrouve la trace de Don et Gretchen, grâce à Sucre qui s'est caché dans le coffre de leur voiture. Il arrive à récupérer Scylla de la main de Don, mais perd tout de suite conscience et s'évanouit, son visage tout en sang. Don reprend Scylla et s'enfuit avec Gretchen, après l'arrivée des hommes du Général, qui embarquent Michael à bord de leur véhicule.
La sœur de Gretchen arrive à convaincre T-Bag d'épargner le vendeur de bibles. Il lui dit de partir avec sa nièce, et décide de libérer l'homme. Mais ce dernier s'avère bel et bien être un agent du Cartel... Mahone, n'ayant plus rien à offrir à Wheeler, est embarqué à bord d'une voiture fédérale.

### Épisode 15:Les apparences sont trompeuses
- États-Unis : 15 décembre 2008 sur Fox
- Suisse : 27 juillet 2009 sur TSR1
- Belgique : 14 août 2009 sur Be Séries
- Belgique : 13 janvier 2010 sur RTL-TVI
- France : 26 septembre 2009 sur M6

- États-Unis : 5,37 millions de téléspectateurs[15] (première diffusion)

- Titus Welliver (Scott - l'acheteur)
- Kathleen Quinlan (L'interlocutrice de l'acheteur)

Michael se fait opérer pour sa tumeur dans les locaux du Cartel, Sara reste avec lui durant toute l'opération. Il commence à avoir des hallucinations ; son subconscient lui émet des flashs de son passé, notamment de Fox River. Il rencontre D.B. Cooper, ce dernier lui informe qu'il n'est pas mort mais qu'il doit absolument trouver la solution, et vite.
Pendant ce temps, Mahone, toujours dans la voiture de Wheeler, demande à aller aux toilettes, et profite de cette occasion pour prendre une barre de fer. En retournant dans la voiture, Mahone casse la vitre et s'échappe mais Lang le rattrape, et en fin de compte, elle préfère le laisser s'enfuir. Michael apprend que Scylla n'est pas le livre noir de la compagnie mais la carte maîtresse contenant des technologies avancées sur l'énergie solaire. 

### Épisode 16:Mésalliance
- États-Unis : 22 décembre 2008 sur Fox
- Suisse : 3 août 2009 sur TSR1
- Belgique : 14 août 2009 sur Be Séries
- Belgique : 13 janvier 2010 sur RTL-TVI
- France : 3 octobre 2009 sur M6

- États-Unis : 4,98 millions de téléspectateurs[16] (première diffusion)

- Kathleen Quinlan (Christina Scofield Rose)
- Ted King (Downey)
- Titus Welliver (Scott)

Alors que Lincoln et ses nouveaux collègues (T-bag, Don Self et Gretchen) sont à la poursuite du détenteur de Scylla à Miami, Michael est emmené dans une maison lointaine du Cartel où il subit une sorte de restructuration de la personnalité par un psychiatre engagé par le Général. Celui-ci voulant amener Michael à travailler pour le Cartel. Lors d'une conversation où le psychiatre tente de convaincre Michael, il l'informe que sa mère est toujours en vie.
Pendant ce temps, Sara est en attente des nouvelles de Michael dans un hôtel de luxe, et elle ne s'y plaît pas. Elle reçoit un sms lui donnant rendez-vous dans l'heure. Arrivant sur place, elle se fait kidnapper par des hommes en cagoules qui l’emmènent dans une voiture où elle retrouve Lisa, la fille du Général. Cette dernière lui donne l'adresse où se trouve Michael. 
L'arrivée subite de Mahone arrange Lincoln, qui était sur le point de perdre le contrôle de l'équipe. Gretchen trouve l'identité de l'acheteur qui leur a volé Scylla et le rencontre sur la terrasse d'un café. Elle lui propose de lui livrer Lincoln et les autres en échange d'une grosse somme d'argent. Elle annonce ensuite au groupe qu'elle a trouvé où se cache le détenteur de Scylla, et les amène dans un parking où ils se font piéger. Mais Gretchen change d'avis in extremis et tue les hommes de Scott. Celui-ci lui tire dessus avant d'être tué par Mahone. Gretchen est gravement blessée, et laissée sur place par Lincoln qui a hésité à la tuer.
- Cet épisode marque le départ de Jodi Lyn O'Keefe.
- Juste après cet épisode la FOX fait une pause jusqu'au mois d'avril 2009.

### Épisode 17:Les Liens du sang
- États-Unis : 17 avril 2009 sur Fox
- Suisse : 10 août 2009 sur TSR1
- Belgique : 21 août 2009 sur Be Séries
- Belgique : 20 janvier 2010 sur RTL-TVI
- France : 3 octobre 2009 sur M6

- États-Unis : 3,34 millions de téléspectateurs[17] (première diffusion)

- Kathleen Quinlan (Christina Scofield Rose)
- David Parker (Camionneur)
- Daniel Zacapa (Prêtre)
- Leon Russom (Général Jonathan Krantz)
- Ted King (Downey)
- Shaun Duke (Griffin Oren)
- Dan Sachoff (l'assistant du général)

Michael s'échappe avec Sara de la résidence du Cartel en direction de Miami afin de convaincre Lincoln de laisser tomber le contrat passé avec le Général. Il lui annonce au téléphone que leur mère est toujours vivante. De leur côté, Lincoln et son équipe trouvent des indices sur une clé qu'ils ont prise à Scott, l'homme de main de Christina. Ils se séparent en deux groupes ; Lincoln et Mahone vont dans une résidence, T-Bag et Don, dans une église. Lincoln trouve une ancienne photo de lui avec sa mère, enceinte de Michael. Il réussit à déchiffrer un indice laissé dans la photo, un rendez-vous que sa mère lui donne à Miami. T-Bag rencontre une résistance dans l'église ; le gérant ne le laisse pas entrer, et repart.
Lincoln part, seul, rencontrer sa mère. Celle-ci l'informe de ses plans pour neutraliser le Général. Ce dernier a failli mourir lors d'une explosion de voiture mise en œuvre par Griffin Oren, un des collaborateurs du Général, mais qui travaille en fait pour Christina. Ayant échoué, Oren est exécuté par son chauffeur, sur ordre de Christina.
Mahone, T-Bag et Don se rendent à l'église encore une fois, et forcent le gérant à les laisser entrer. Ils y trouvent une caisse remplie d'armes semi-automatiques et des badges de sécurité.
Michael et Sara sont poursuis par un agent du Cartel. Michael parvient à le neutraliser, et découvre un message codé dans son porte-feuille. Mais l'agent les informe, avant de mourir, qu'il ne travaille pas pour le Général. 

### Épisode 18:Les Frères ennemis
- États-Unis : 24 avril 2009 sur Fox
- Suisse : 17 août 2009 sur TSR1
- Belgique : 21 août 2009 sur Be Séries
- Belgique : 20 janvier 2010 sur RTL-TVI
- France : 3 octobre 2009 sur M6

- États-Unis : 3,06 millions de téléspectateurs[18] (première diffusion)

- Kathleen Quinlan (Christina Scofield Rose)
- Mike Siegel (Pilote)
- Steve Tom (Stuart Tuxhorn)
- Leon Russom (Général Jonathan Krantz)
- Raphael Sbarge (Ralph Becker)
- Ted King (Downey)
- Anthony Azizi (Naveen Banarjee)
- Ivar Brogger (Vincent Sandinsky)
- Lee Reherman (Deckard)

Le sniper de Christina est découvert par Don Self ; Mahone le poursuit, mais il est percuté par une voiture qui le tue immédiatement. Lincoln récupère son portable afin de demander aux analystes du Cartel de faire des recherches sur la dernière personne qui l'a appelée. Ils reçoivent une piste qui les amène à Christina et son homme de main dans l'ambassade de l'Inde. Ils demandent à T-Bag de faire diversion pendant qu'ils y entrent par effraction. Ils se font tout de suite capturer par les gardes du corps de Christina, mais ces derniers, ne pouvant pas les tuer dans une ambassade, les enferment dans une pièce, pendant que Christina négocie un marché à propos de Scylla avec un diplomate indien. Quand ils sortent, Lincoln, Mahone et Don découvrent un mémo laissé par Christina sur l'arrivée imminente d'un certain Sandinsky.
Pendant ce temps, Michael et Sara tentent de déchiffrer le message récupéré du porte-feuille de l'homme qui les a poursuivis. Ce message révèle l'heure et le lieu de l'arrivée de Vincent Sandinsky. Ils se rendent à un aérodrome où Michael détourne l'avion à bord duquel se trouve Sandinsky en menaçant un opérateur de la tour de contrôle. Michael et Sara l'interceptent, mais sont immédiatement poursuivis par des hommes de Christina. Lincoln, Mahone et Don arrivent in extremis et les tuent. Ils reprennent Sandinsky après une confrontation peu amicale entre Michael et Lincoln. Lors de l'interrogatoire, Sandinsky affirme ne rien connaître du tout de Christina Scofield, ni du Cartel, ni de Scylla. Cependant, Michael et Sara découvrent dans son téléphone qu'il a eu plusieurs conversations avec Christina.

### Épisode 19:Fils de...
- États-Unis : 1er mai 2009 sur Fox
- Suisse : 24 août 2009 sur TSR1
- Belgique : 28 août 2009 sur Be Séries
- Belgique : 27 janvier 2010 sur RTL-TVI
- France : 10 octobre 2009 sur M6

- États-Unis : 3,20 millions de téléspectateurs[19] (première diffusion)

- Kathleen Quinlan (Christina Scofield Rose)
- Raphael Sbarge (Ralph Becker)
- Ted King (Downey)
- Anthony Azizi (Naveen Banarjee)
- Ivar Brogger (Vincent Sandinsky)

En apprenant que Christina détient Scylla, le Général Krantz s’envole pour Miami et rompt ses engagements avec l’équipe de Lincoln car le temps est compté. T-Bag trahit l'équipe et rejoint le Général. Michael tend un piège à sa mère, et l'enlève. Quand elle se réveille dans l'appartement où il est planqué avec Sara, elle se retrouve face à face avec lui. Il essaie tant bien que mal de lui faire dire où se trouve Scylla, mais il se trouve que Christina arrive à le manipuler psychologiquement. Elle devine que Sara est enceinte, et révèle à Michael que Lincoln n'est pas son frère, mais qu'il a été adopté. Elle laisse aussi entendre qu'il cours en ce moment à sa perte, ce qui rend Michael fou de rage au point qu'il essaie de la tuer, mais Christina lui dit enfin où se trouvera son frère. Michael s'en va retrouver Lincoln et laisse Sara la surveiller, cependant, Christina arrive quand même à s'échapper en hésitant à tuer Sara ; elle espère voir son petit-fils un jour.

### Épisode 20:L'Effet domino
- États-Unis : 8 mai 2009 sur Fox
- Suisse : 31 août 2009 sur TSR1
- Belgique : 28 août 2009 sur Be Séries
- Belgique : 27 janvier 2010 sur RTL-TVI
- France : 10 octobre 2009 sur M6

- États-Unis : 2,99 millions de téléspectateurs[20] (première diffusion)

- Kathleen Quinlan (Christina Scofield Rose)
- Raphael Sbarge (Ralph Becker)
- Ted King (Downey)
- Ian Bohen (Darrin Hooks)

L'hôtel où a eu lieu l'assassinat de Naveen Banerjee est cerné par les forces de police, Michael et Lincoln sont coincés à l'intérieur. Don Self essaie de les aider mais il est repéré par un autre agent de la Sécurité Intérieure. Michael réussit à duper la police, en faisant exploser un petit frigo qu'il remplit de produits inflammables. Le souffle de l'explosion étourdit deux policiers, ce qui lui permet avec Lincoln de prendre leur uniformes et de filer. Mais ils sont tout de suite rejoints par l'homme de main du Général qui les conduit à lui. Christina est sur le point de mettre à bien son plan. Elle réussit à vendre Scylla au premier ministre indien, et en tirer une énorme somme d'argent, mais veut aussi remplir un marché avec la Chine. Le Général est furieux de la tournure qu'ont pris les événements, et décide d'exécuter la femme de Don Self. Celui-ci, étant sur le point de se faire tuer aussi, s'enfuit et saute du haut du balcon. Plus tard, il sort du fleuve avec le mollet cassé, incapable de bouger. 
Michael devine le plan de Christina, et se rend avec Lincoln et Mahone à la banque fédérale de Miami afin de lui voler Scylla. Christina était en train de retirer une somme de son compte à l'étranger, pour s'assurer du virement de son argent. Ils mettent tous les trois des cagoules, et se font passer pour des braqueurs. En sortant, ils sont pris dans des coups de feu des hommes de Christina. Lincoln leur demande de s'enfuir, et reste pour les couvrir. Michael reçoit ensuite un appel du Général, ce dernier avait envoyé T-Bag prendre Sara en otage afin d'avoir une monnaie d'échange. Il lui ordonne de lui apporter Scylla, ou Sara mourra. Tout de suite après, Christina l'appelle aussi. Elle détient Lincoln, et lui colle une balle dans le thorax. 

### Épisode 21:Le Choix de Michael
- États-Unis : 15 mai 2009 sur Fox
- Suisse : 7 septembre 2009 sur TSR1
- Belgique : 4 septembre 2009 sur Be Séries
- Belgique : 3 février 2010 sur RTL-TVI
- France : 17 octobre 2009 sur M6

- États-Unis : 3,32 millions de téléspectateurs[21] (première diffusion)

- Rockmond Dunbar (C Note)
- William Mapother (Agent Chris Franco)

Michael doit choisir une fois pour toutes entre sauver son frère, Lincoln, qui est retenu prisonnier par sa propre mère, et sa bien-aimée, Sara, qui s'est fait enlever par T-bag sous ordre du général. Sucre retrouve un ancien ami : il s'agit de C-note, qui dit avoir rencontré un membre du gouvernement qui pourrait aider Michael et Lincoln. Christina révèle à Lincoln que Michael n'est pas son frère et que Sara est enceinte. Don Self est interrogé à l'hôpital par deux agents du FBI.
Le temps presse, et Michael doit faire son choix vite, car Lincoln se vide de son sang, et le général menace de livrer Sara aux pulsions démentes de T-bag si Scylla ne lui est pas livrée au plus vite...
Michael appelle le général en lui disant qu'il lui amènera Scylla. Ce dernier lui promet que Sara sera au lieu d'échange. T-bag s'apprête donc à la libérer à contre-cœur, mais Krantz revient sur sa parole, et dit que la seule chose qu'il donnera à Michael Scofield est "une mort lente". Il laisse donc quartier libre à T-bag sur Sara.
Mahone craint pour la vie de sa femme si les choses tournent mal. Il appelle Christina et lui dit qu'il pourrait lui donner Scylla si elle arrive à neutraliser l'homme qui surveille sa femme. Christina accepte le marché et lui promet de lui remettre même Lincoln s'il sera toujours en vie. Michael pose une petite mallette sur le lieu d'échange et repart. À son arrivée, le Général découvre que la mallette est vide ; il comprend que Michael s'est joué de lui. Pendant ce temps, Michael arrive en bas de l'immeuble où se trouvent Sara et T-Bag, et grimpe la façade étage par étage à l'aide d'une corde. T-Bag était en train de "s'amuser" avec Sara jusqu'à ce que Michael l'assomme par derrière. 

### Épisode 22:Vers la liberté
- États-Unis : 15 mai 2009 sur Fox
- Suisse : 14 septembre 2009 sur TSR1
- Belgique : 4 septembre 2009 sur Be Séries
- Belgique : 3 février 2010 sur RTL-TVI
- France : 17 octobre 2009 sur M6

- États-Unis : 3,32 millions de téléspectateurs[21] (première diffusion)

- Paul Adelstein (Paul Kellerman)
- Rockmond Dunbar (C Note)
- Danay Garcia (Sofia)
- William Mapother (Agent Chris Franco)

Mahone réussit à sauver Lincoln, après que l'appareil qu'il a remis à Christina explose, la projetant elle et son homme de main, Downey, sur le sol. Downey est mort sur le coup, mais Christina survit. Le Général Krantz est furieux que T-Bag s'est laissé neutralisé par Scofield, et est sur le point de l'exécuter quand le portable de Sara sonne ; c'est Sucre qui l'appelle. T-Bag lui fait croire qu'il est du même côté que Scofield et lui donne rendez-vous dans un parc. T-Bag rencontre Sucre et lui dit qu'il n'est pas venu seul ; un agent du Cartel est derrière lui. Il lui ordonne de coopérer, mais Sucre n'est pas venu seul non plus ; C-Note neutralise l'agent, et tous les deux embarquent T-Bag avec eux.
Don Self est dans un état critique après que Downey lui avait administré un produit dans le sang. Il perd peu à peu ses capacités mentales, et ne peut plus parler.
Michael, Lincoln, Sara et Mahone se demandent ce qu'ils doivent faire avec Scylla ; Michael leur suggère de le détruire une bonne fois pour toutes. Soudain, il reçoit un appel d'une vieille connaissance ; Paul Kellerman. Ce dernier est devenu un membre du gouvernement ; c'est en réalité le contact de C-Note, et leur demande de lui livrer Scylla afin qu'il le remet aux Nations Unies, en échange de leur liberté. L'état de Lincoln empire, et il est immédiatement emmené à l'hôpital. Sara et Mahone y entrent afin de prendre ce dont ils ont besoin pour soigner Lincoln, mais en sortant, Mahone est arrêté par le FBI, les mêmes agents qui interrogeaient Don Self. Michael, Lincoln et Sara étaient sur le point de partir quand les hommes du Général Krantz arrivent et les emmènent à l'appartement. Le Général leur ordonne de lui donner Scylla ou il fera exécuter Sofia, la copine de Lincoln. Cependant, Sucre et C-Note arrivent in extremis et tuent les hommes du Général. Ce dernier a perdu, et est menotté par Sucre. La police arrive à la suite des coups de feu entendus, et Sucre fait diversion afin de permettre aux autres de s'enfuir, mais il est arrêté.
Dans la planque où Michael a caché Scylla, ce dernier était sur le point d'appeler Kellerman, quand Christina et ses hommes arrivent. Christina s'empare de Scylla, mais Michael sort de sa cachette et pointe son arme vers elle. Christina, ne voulant pas lâcher Scylla, oblige Michael à presser la détente, mais son arme s'enraye, et c'est elle qui le vise maintenant. Sara arrive par derrière et tire sur Christina, celle-ci tire aussi ; Michael est touché à l'épaule et Christina meure.
Michael part remettre Scylla à Paul Kellerman. Un membre de l'ONU était sur place pour vérifier le contenu. 
Le Général Krantz réussit à enlever ses menottes, mais la police arrive sur place et l'arrête. Toute l'équipe est disculpée en présence de Kellerman, et T-Bag est renvoyé en prison. Plus tard, Michael et Sara se promène sur une plage et parlent de leur avenir, mais Michael commence à saigner du nez ; c'était la première fois après l'opération qu'il a subi par le Cartel.
4 ans plus tard, Mahone est avec Felicia Lang, il envoie une lettre d'anniversaire à Pam. Il dit à Felicia qu'il reviendra très vite, il a un avion à prendre. Sucre dit à sa fille qu'il reviendra dans deux jours aussi. Lincoln et Sofia ont ouvert une boutique de surf sur une plage, Lincoln lui dit au revoir et part aussi. Sara et son fils sont chez un tatoueur, dans un pays sud-américain. T-Bag est enfermé à Fox River et le Général Krantz se retrouve sur la chaise électrique.
- Paul Kellerman est de retour dans cet épisode, ce qui confirme qu'il n'a pas été tué par des hommes du Cartel dans la camionnette à la fin de la saison 2. On peut penser que ses collègues sont venus à son secours (d'où le fameux « j'ai failli vous attendre ») et qu'ils ont tiré sur les policiers se chargeant du convoi, permettant ainsi à Kellerman de s'enfuir avec eux.
- La musique qui clôt l'épisode est Lay It Down Slow du groupe de rock britannique Spiritualized.

### Épisodes 23 et 24:La Dernière Évasion (1reet2epartie)
- Israël : 24 mai 2009 sur yesSTARS
- Royaume-Uni : 27 mai 2009 sur Sky 1
- États-Unis : 28 juillet 2009 en DVD
- Belgique : 11 septembre 2009 sur Be Séries
- Suisse : 21 septembre 2009 et 28 septembre 2009 sur TSR1
- France : 24 octobre 2009 sur M6
- Belgique : 9 février 2010 sur RTL-TVI

- Kim Coates (Richard Sullins)
- Damien Leake (Détective Marlin)
- Richmond Arquette (Joe Daniels)
- Amy Aquino (Alice Simms)
- Alicia Lagano (Agatha)
- Chris Bruno (Todd Wheatley)

4 ans plus tôt, Michael et Sara se marient sur une plage. Lors de la fête de mariage, le FBI interpelle Sara pour le meurtre de Christina Scofield. Une fois derrière les barreaux, le Général, enfermé lui aussi, avec T-Bag, dans le secteur homme de la même prison, organise un contrat d'assassinat sur Sara afin de se venger de Michael. Sara est empoisonnée, mais réussit à s'en tirer, elle et son fœtus, en allant vite à l'infirmerie. Après que Michael a su ce qui s'est passé, il rend visite au Général pour le dissuader de tuer Sara, mais ce dernier prétend ne rien savoir de la situation. Michael décide alors d'organiser l'évasion de sa femme. Pendant ce temps, Mahone tente de réintégrer le FBI, mais son ancien supérieur accepte à condition d'espionner Michael et de lui transmettre des informations l'impliquant dans une tentative d'évasion. Lincoln et Sucre prennent des photos de la prison et tentent de trouver son point faible, mais un agent du FBI tombe sur ces photos et remédie immédiatement en sécurisant la zone faible de la prison, ce qui oblige Michael à mettre au point un autre plan. Sara retrouve Gretchen en prison, cette dernière sait qu'elle a l'intention de s'évader, et veut se tirer avec elle. 
Une partie du plan consiste à demander de l'aide à T-Bag, mais ce dernier refuse sauf si une grosse somme d'argent lui est versée, une somme, servant à récompenser le meurtrier de Sara, que l'équipe devra récupérer auprès de l'homme de main du Général.
Le nouveau plan de Michael consiste à sauter d'un avion en parachute et atterrir au milieu de la prison, à l'endroit où il doit retrouver Sara. Une fois à l'intérieur de la prison, il devra utiliser un tunnel se trouvant au-dessous de la chapelle. Michael rend visite une dernière fois à Sara afin de l'informer du nouveau plan. Lincoln demande à T-Bag de s'informer sur l'identité de l'homme de main du Général. T-Bag s'en charge en se procurant son numéro de téléphone. Lincoln et Sucre se rendent au domicile du détenteur de l'argent et le lui volent. En apprenant cela, le Général est furieux, ce qui rend enchante T-Bag. Mahone continue de renseigner son contact au FBI des plans de Scofield. Sara rencontre des problèmes avec des détenues en prison ; sa tête est mise à prix. Mais Gretchen continue de la protéger.
Michael demande à Mahone de remettre un CD à Lincoln et Sara au cas où il ne s'en sortira pas, et lui dit qu'il a confiance en lui. En allant acheter un parachute, Mahone est mal à l'aise à l'idée de trahir Michael, il le rappelle et lui dit qu'il a un autre plan qui pourrait mieux marcher. Mahone appelle son contact et lui dit que Michael a l'intention de sauter en parachute à 19h. Toute la prison est mobilisée, la directrice prend toutes les mesures de sécurité, et demande que Sara lui soit amenée. Sara et Gretchen se préparent ; Sara bouscule une autre détenue, et Gretchen frappe une gardienne afin de lui prendre ses clés. Elles se rendent toutes les deux aux cuisines afin de se rendre à la chapelle par les conduits d'aération.
L'agent du FBI se rend à la prison, il mobilise ses troupes quand tout à coup, un avion survole la zone et un parachutiste saute. Les officiers commencent à tirer, mais en allant vérifier, l'agent découvre que c'était juste un mannequin... Michael s'est introduit en s'accrochant au-dessous de la voiture de l'agent. 
Sara et Gretchen sont devant la chapelle, mais Gretchen se fait prendre par des gardiens. Sara s'en tire de justesse, et Michael la retrouve. Ils descendent tous les deux dans le tunnel et se trouvent face à une porte. L'heure passée, T-Bag n'a pas encore reçu son argent, il dénonce Scofield. Cependant, c'est exactement ce que Michael avait prévu, car l'alarme et les détecteurs d'incendies s'arrêtent. Il peut ainsi ouvrir la porte à l'aide d'un chalumeau. Sara et lui avancent et se retrouvent face au dernier obstacle, Michael essaie d'ouvrir la porte à l'aide d'une carte magnétique, mais échoue. Il n'a plus qu'une chose à faire: déconnecter le générateur, et rebrancher les câbles, ce qui va provoquer une décharge électrique et une explosion. Il fait ses adieux à Sara, et se sacrifie...
Sara sort et retrouve Lincoln, Sucre et Mahone de l'autre côté. Lincoln ne comprend pas pourquoi Michael n'est pas là, et Mahone lui explique qu'il ne reviendra pas.
- C'est à cause de Mahone si le premier plan a échoué... C'est lui qui est allé raconté à son contact au FBI que l'équipe a pris des photos de la prison.
- Dans cet épisode, Michael est entré dans une clinique. On suppose qu'il a fait un bilan médical à cause de ses saignements de nez qui reprennent.